# Neustadt-Glewe
Neustadt-Glewe is een gemeente in de Duitse deelstaat Mecklenburg-Voor-Pommeren, en maakt deel uit van de Landkreis Ludwigslust-Parchim.
Neustadt-Glewe telt 6.997 inwoners.

## Geschiedenis

### Naam
De naam Chlewa, later Glewe komt uit het Polabisch en betekent stal. In 1248 wordt het dorp bekend als Noua Civitas, ook wel Neustadt genoemd. De naam komt dan voor het eerst in een akte voor. De stad verkrijgt in dat jaar stadsrechten. In 1253 wordt het gecombineerd met de oude naam N.C. Chlewa genoemd, wat in 1265 tot N.C. que Gh(l)iwe wordt. Vanaf 1300 staat de stad in allerlei varianten van Neustadt bekend om pas vanaf 1926 de huidige naam Neustadt-Glewe te krijgen.

### Tweede Wereldoorlog
In 1937 werd door de Wehrmacht bij het dorp Neustadt-Glewe een vliegveld gebouwd. In 1944 werd door de Dornier vliegtuigfabriek bij dat vliegveld een fabriek gebouwd. Naast deze fabriek werd als huisvesting voor de 900 vrouwelijke dwangarbeiders kamp Neustadt-Glewe gebouwd. In 1945 werd er in de nabijheid een tweede kamp voor 5000 vrouwen, die uit andere concentratiekampen verdreven waren, gebouwd.

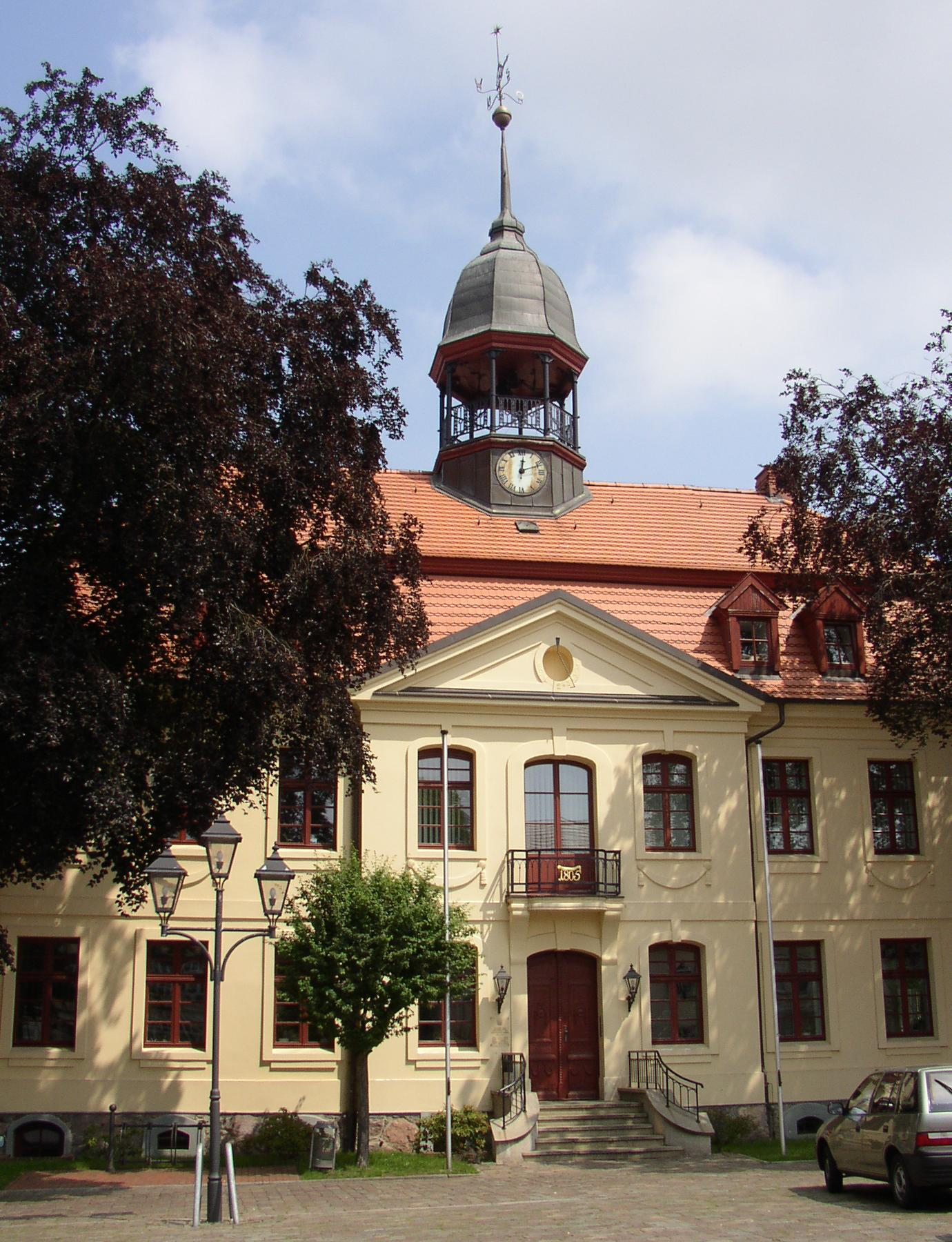
Gemeentehuis
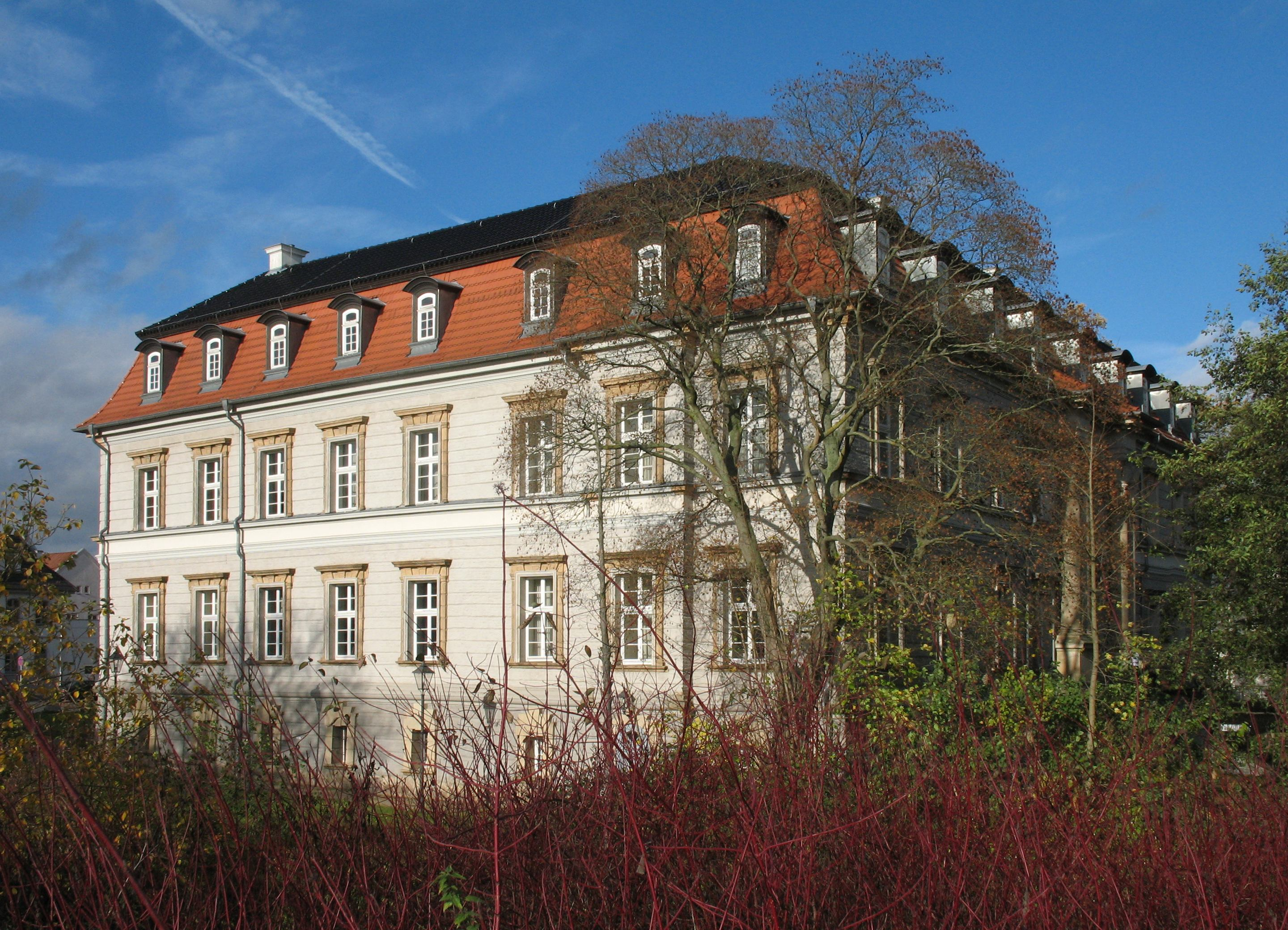
Kasteel
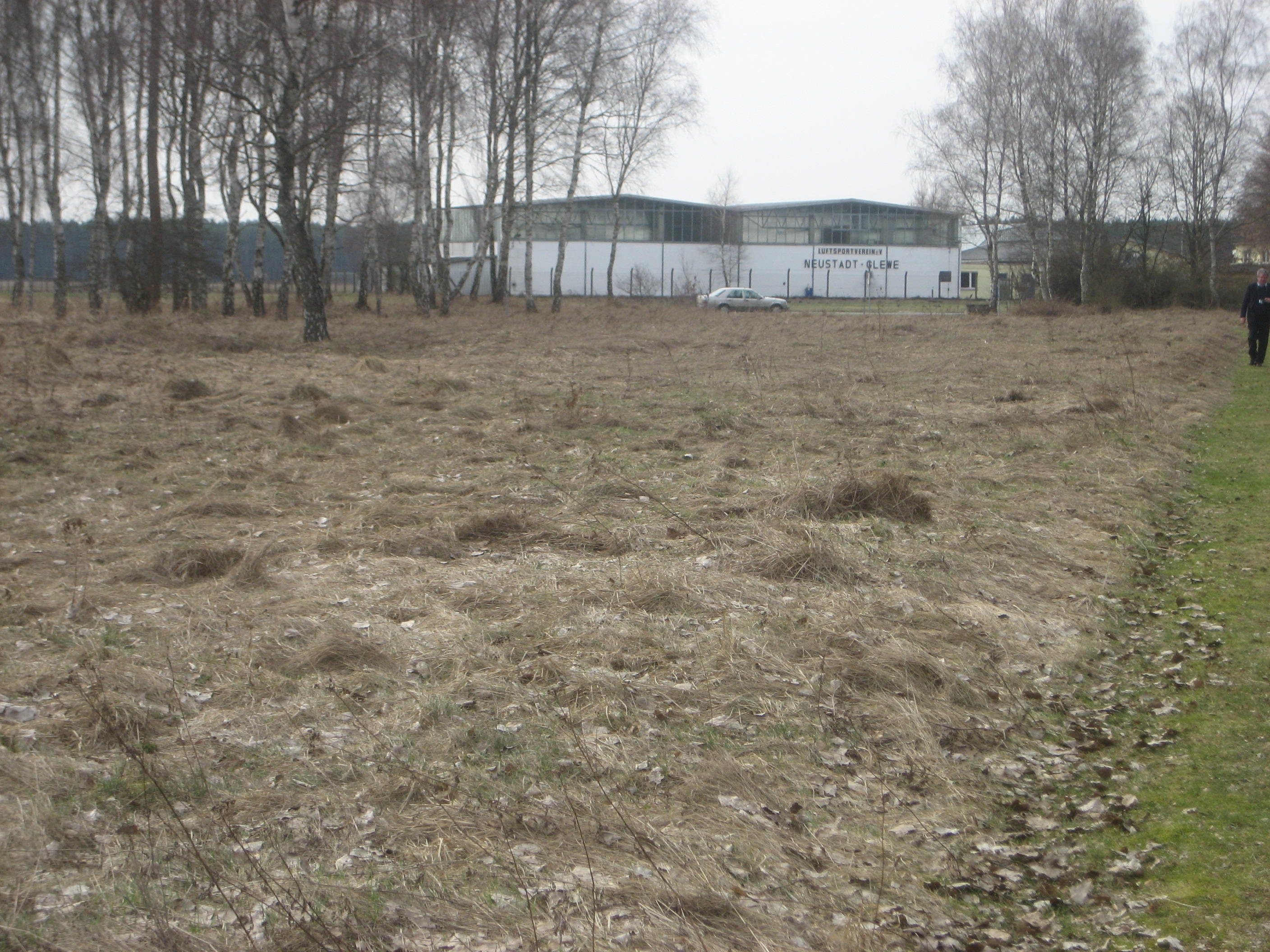
Vliegveld en voormalig kampterrein anno 2010